# Coya (Chile)
Coya es una localidad chilena de la comuna de Machalí, región de O'Higgins. Se ubica en la precordillera de la cordillera de los Andes, justo en la confluencia de los ríos Coya y Cachapoal. Se puede acceder a Coya desde Rancagua, la ciudad cercana más importante, a través de la Carretera del Cobre y de la Ruta del Ácido.
En Coya existe una central hidroeléctrica homónima, creada en 1911, que se abastece del río Cachapoal. Esta planta era propiedad de Codelco, hasta que fue vendida a la empresa australiana Pacific Hydro.

## Toponimia
Su nombre viene del quechua, colla, que significa reina o princesa.

## Historia
La historia de este territorio se remonta a 1546. Esta merced de tierra fue heredada a Catalina de los Ríos y Lisperguer, la Quintrala, quien en 1628 dona gran parte de las tierras a la compañía de Jesús, es por esto que toma su nombre como Hacienda de La Compañía. En 1767 con la expulsión de los jesuitas de territorio americano la hacienda es comprada por Mateo de Toro-Zambrano y Ureta, Conde de la Conquista.

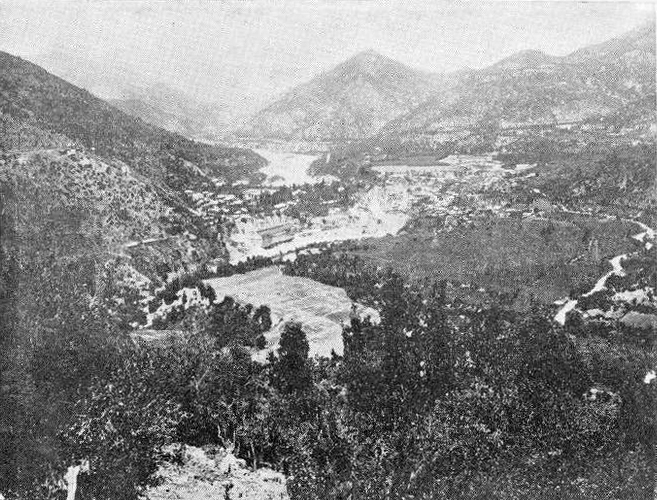
Vista de Coya hacia 1940.

Del matrimonio de Mateo de Toro-Zambrano y Ureta con Nicolasa de Valdés y de la Carrera nace (entre muchos otros) José Gregorio de Toro-Zambrano y Valdés, II Conde de la Conquista, quien por ser el primogénito, hereda los bienes de sus padres. Posteriormente la hacienda fue heredada por la hija de José Gregorio, Nicolasa de Toro-Zambrano y Dumont de Holdre, IV Condesa de la Conquista. 

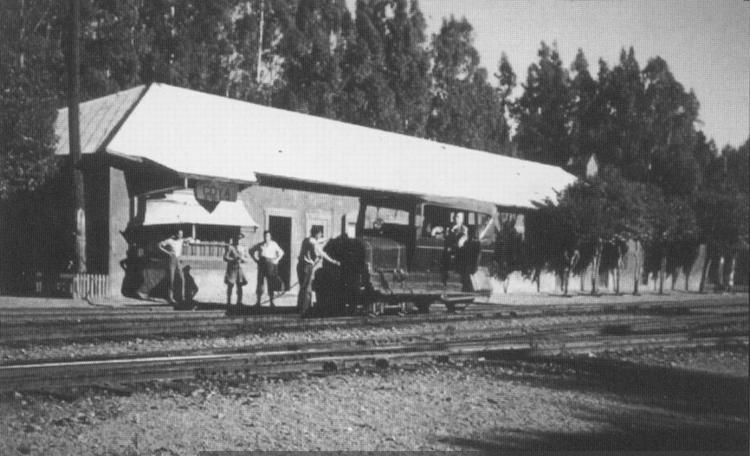
Estación en Coya del Ferrocarril Rancagua-Sewell.

Juan de Dios Correa de Saa y Martínez, marido de Nicolasa, es quien aparece como el nuevo legítimo dueño de la hacienda. De los doce hijos que nacieron de este matrimonio, tenemos a dos que vale la pena destacar. Una de ella es Josefa Correa de Saa y Toro-Zambrano, casada con José Pardo y Aliaga, quien heredó la zona del Fundo Perales, inserto en una de las doce enormes hijuelas en que la Hacienda de la Compañía fue dividida entre los 11 hermanos Correa de Saa y Toro-Zambrano. La importancia de este personaje está en que, es una de las nietas de Josefa, Amalia Lastarria Pardo, que casa con Benjamín Errázuriz Ortúzar, quienes terminan heredando estas tierras, siendo Benjamín uno de los personajes más recordados por los coyinos actuales.
Otro de los dos personajes a destacar es Rafael Correa de Saa y Toro-Zambrano, hijo mayor de Juan de Dios y Nicolasa, heredero universal de los bienes de sus padres, Condes de la Conquista. Fue él quien heredó la zona donde se ubica la mina El Teniente. Casado con Carmela Blanco Encalada y Gana (hija de Manuel Blanco Encalada), fueron los progenitores de Nicolasa Correa y Blanco, que contrajo matrimonio con Carlos Irarrázaval Larraín, quien en 1905 llevó a cabo las negociaciones con Braden Copper Co., la empresa estadounidense que buscaba explotar el mineral cordillerano. Con la llegada del capital estadounidense a la zona comenzaron muchos cambios importantes, que a fin de cuentas son los que crearon al pueblo de Coya tal como lo entendemos y conocemos ahora.

## Arquitectura

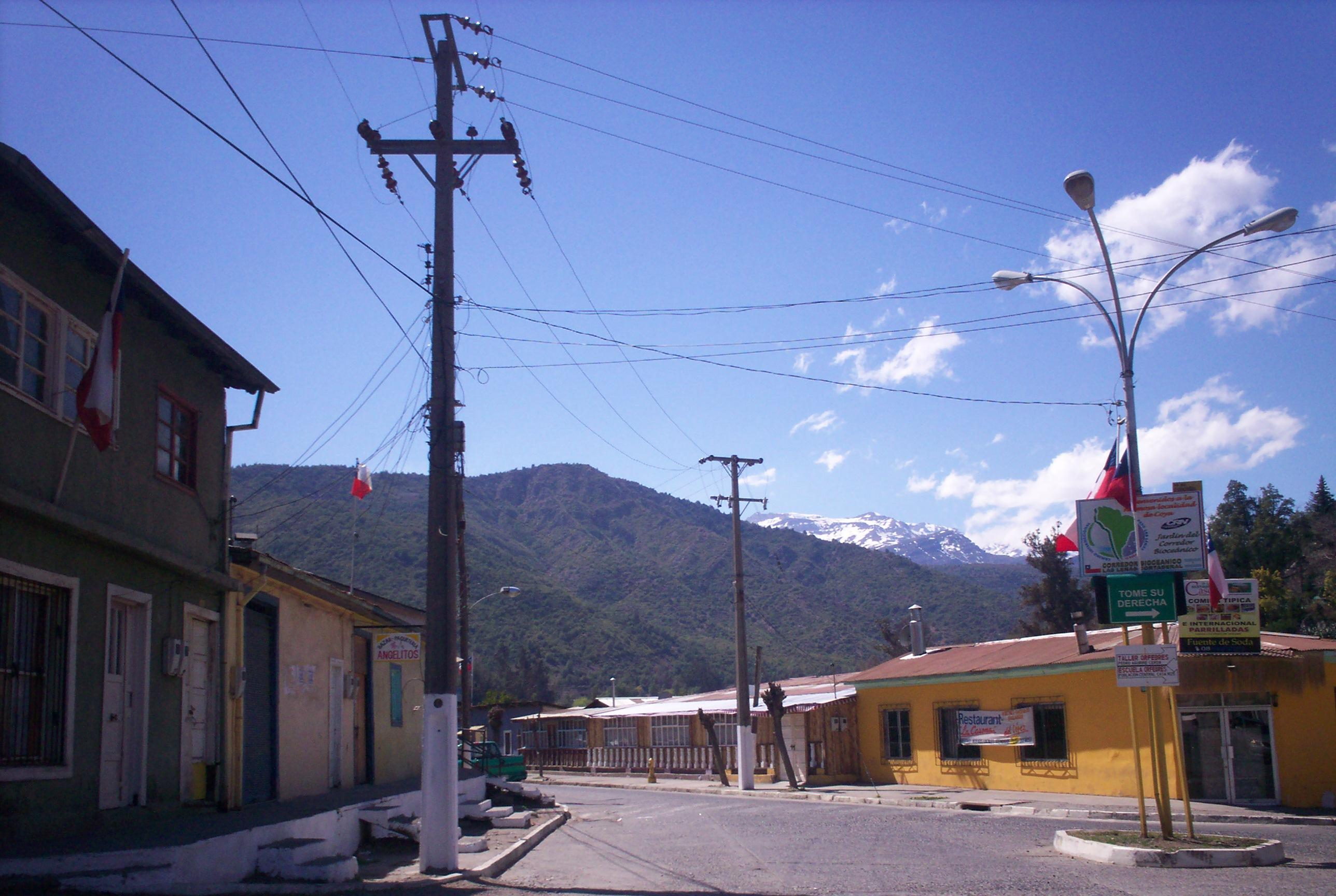
Construcciones del pueblo, donde vivían los obreros de la mina.

Se conforma de varias poblaciones, las cuales se agrupan en dos tipologías urbanas. La primera, conocida como "Población Americana", fue impuesta alrededor de 1905 por la Braden Copper Co., al iniciar la explotación de la mina El Teniente. Ésta responde a la modalidad urbana de la colonia industrial o company town, los cuales estaban diseñados para que pudieran vivir bajo un aislamiento físico y una homogeneidad social y laboral. Ahora estos pertenecen a la minera estatal Codelco Chile. Una de las casas construidas por la Braden, la Casa 100, pertenece actualmente al Estado de Chile, y es ocupada como residencia presidencial alternativa.
La segunda tipología, la "Población Errázuriz", propia de las viviendas obreras, surgió por formación espontánea y se caracteriza por su arquitectura vernácula, y trazado urbano orgánico, asociado a las características del terreno, cuyos límites del espacio urbano hoy en día, son caracterizados por edificaciones de fachada continua enmarcada dentro de los patrones de diseño de la arquitectura en adobe. En 2013, la "Población Errázuriz" fue declarada Monumento Nacional en la categoría de Zona Típica.
Ambas tipologías generan una dicotomía urbana, que dialoga desde el contraste de sus formas arquitectónicas, expresiones ambas del antagonismo presente en las diversas formas de vida de sus habitantes: por una parte, los gringos, o chilenos empleados de la mina El Teniente, que vivían bajo el amparo y las estrictas normas impuestas por la empresa, y por otra parte, los lugareños que vivían sobre la base de la generación de los servicios conexos requeridos por los empleados de la mina, algunos de ellos al margen de la ley, tales como los traficantes de aguardiente, conocidos popularmente como "huachucheros" en periodo de ley seca, y los ladrones de cobre denominados "cobreros".

## Actividades
- Semana Coyina: como la Semana Machalina, en Coya también se celebra una semana de actividades artísticas, con show de grandes artistas nacionales y un Festival de La Canción, con la especial participación de los habitantes de esa localidad, donde hay grandes artistas que muestran su calidad en el escenario.[4]

- "Estatua Vultur:" En la mitad del camino desde Machalí hasta Coya, se encuentra una estatua de un cóndor hecha de metal. Fue hecha por Karlos Vargas Veliz en el año 2008. El título de la obra es "Vultur, el espíritu de Los Andes".